# 디 아이즈
디 아이즈(D-ize)는 대한민국의 일렉트로니카 록 밴드이다. 이동진(보컬), 나현주(기타), 김태화(베이스), 박성민(드럼), 신행(FX DJ)로 이루어져 있다. 초등학생 때부터 친구였던 이동진, 나현주, 김태화가 주축이 되어 결성하였으며, 디 아이즈의 결성 이전에는 메탈 밴드로 활동하였다. 2008년 7월 홍대 인근 클럽인 스컹크헬에서 첫 공연을 하였다. 2009년 5월 첫 디지털 싱글 앨범 "FIRST STORY"를 발매하였다. 2009년 8월 두 번째 싱글 앨범 "R.U.H"를 발매하면서 음악적 컨셉을 '일렉트로니카 음악'으로 다지기 시작하였다. 같은 시기에 도쿄, 오사카, 고베, 쿄토에서 공연을 하였다.